# Michael Talbot (Autor)
Michael Coleman Talbot (* 29. September 1953 in Grand Rapids, Michigan, USA; † 27. Mai 1992) war ein US-amerikanischer Schriftsteller parapsychologischer Werke, die die Theorie um eine holografische Wirklichkeit vertreten.

## Leben
Zu Beginn seiner Karriere beschäftigte sich Talbot mit dem Science-Fiction Genre; so schrieb er unter anderem für The Village Voice.  Talbot behauptete, bereits in seiner Kindheit außerkörperliche Erfahrungen gemacht zu haben. Im Laufe der Zeit widmete er sich der Idee, Spiritismus mit Religion und Wissenschaft in Einklang bringen zu wollen. Seine folgenden Sachbücher beschäftigten sich seither mit Mystik in einer Verbindung zur Quantenmechanik, etwa der Viele-Welten-Interpretation. Michael Talbot erlangte große Aufmerksamkeit durch sein Buch Das holographische Universum – Die Welt in neuer Dimension. Der Schriftsteller bezog sich häufig auf den Psychiater und Begründer der transpersonalen Psychologie – Stanislav Grof, dessen Arbeiten ihn stark beeinflussten.
Michael Talbot bekannte sich offen zu seiner Homosexualität. Im Jahre 1992 verstarb er an chronischer lymphatischer Leukämie.

## Publikationen
- Mystik und Neue Physik – Die Entwicklung des kosmischen Bewusstseins. Heyne, 1992.
  - Originalausgabe: Mysticism and the New Physics. 1981.
- Jenseits der Quanten. Heyne, 1993.
  - Originalausgabe: Beyond the Quantum. 1986.
- Seelenpfade – Reinkarnation aus neuer Sicht. Heyne, 1992.
  - Originalausgabe: Your Past Lives. A Reincarnation Handbook. 1987.
- Das Holographische Universum. Droemer Knaur, 1992.
  - Originalausgabe: The Holographic Universe. 1991.

## Rezeption
Dem Biologen und Esoterikautor Lyall Watson zufolge würde Das Holographische Universum die künstliche Kluft zwischen „Geist und Materie“, zwischen „uns und dem restlichen Kosmos“ überbrücken. Nach dem Quantenphysiker Fred Alan Wolf dürfte das Buch die Frage „Was ist Realität?“ „ein für alle Mal“ beantworten.
Dem Esoterikforscher Wouter J. Hanegraaff zufolge ähnele die von Talbot vermittelte Weltsicht den Ansichten des Physikers F. David Peat. Talbots Werk sei symptomatisch für einen Trend der New-Age-Wissenschaft, den Leser durch eine Fülle an Fakten, Theorien, Behauptungen und Spekulationen zu überwältigen.